# 切幡寺

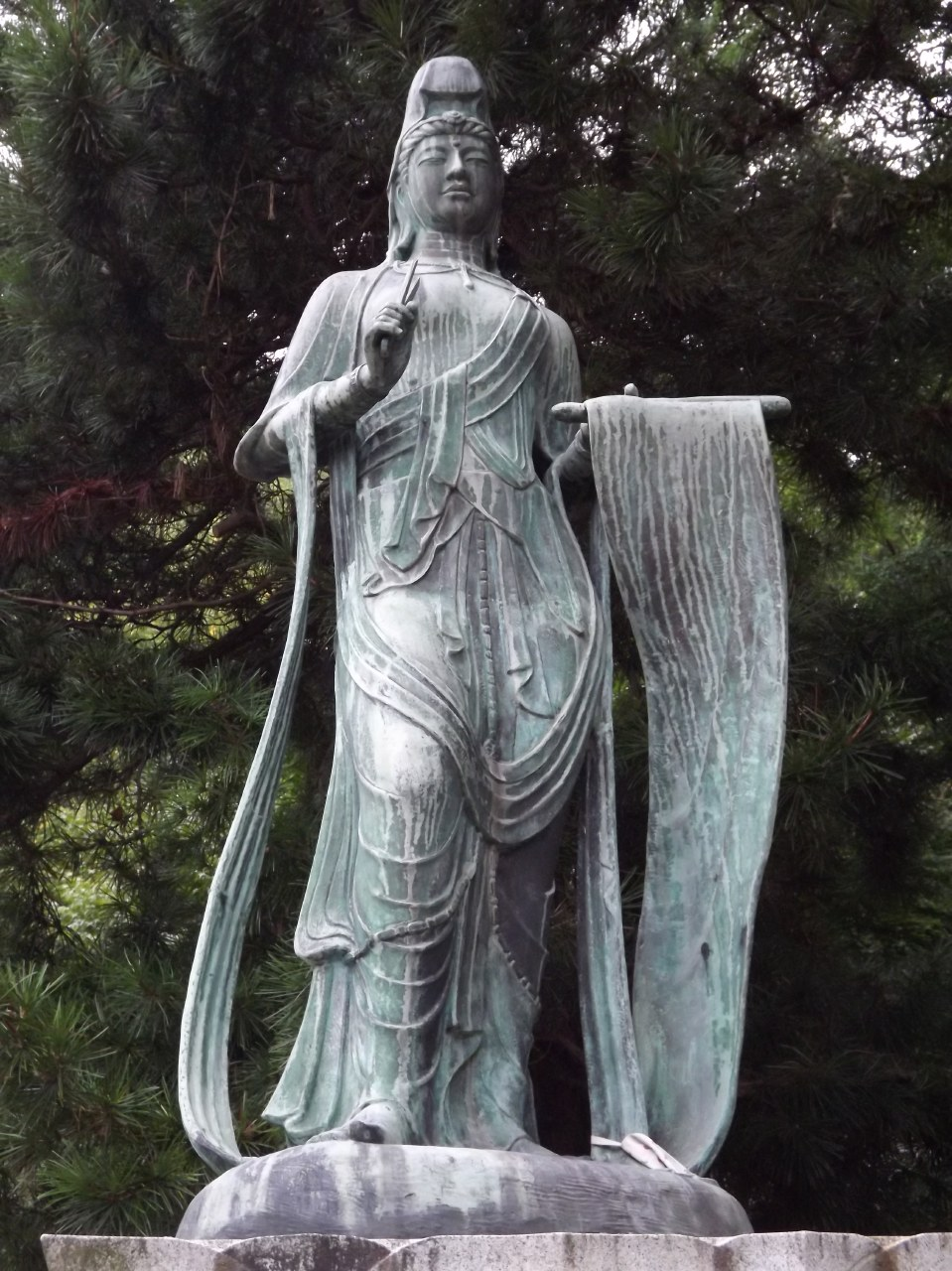
はたきり観音

切幡寺（きりはたじ）は徳島県阿波市市場町切幡にある高野山真言宗の寺院。得度山（とくどざん）灌頂院（かんじょういん）と号す。本尊は千手観世音菩薩。四国八十八箇所第十番札所、阿波西国三十三観音霊場（東部）第28番札所。
- 本尊真言：おん ばさら たらま きりく
- ご詠歌：欲心をただ一筋に切幡寺　後の世までの障（さわ）りとぞなる
- 納経印：当寺本尊、奥之院八祖大師

## 歴史
寺伝によれば、修行中の空海（弘法大師）が、着物がほころびた僧衣を繕うため機織の娘に継ぎ布を求めたところ、娘は織りかけの布を惜しげもなく切りさいて差し出した。これに感激した空海が娘の願いを聞くと、父母の供養のため千手観音を彫ってほしいとのことであった。そこで、その場で千手観世音菩薩像を刻んで娘を得度させ、灌頂を授けたところ、娘はたちまち七色の光を放ち即身成仏して千手観音の姿になったという。
空海はこのことを嵯峨天皇に伝えたところ、勅願によって堂宇を建立、空海の彫った千手観音を南向きに、娘が即身成仏した千手観音を北向きに安置し本尊として開基したという。山号や寺号は機織娘の故事にちなんでいる。
往時は堂塔伽藍二十四坊を抱えていたが、天正年間（1573年 – 1592年）に長宗我部元親の兵火によって焼失し、明治42年に再び火災によって大塔以外を焼失している。その後に再建されたのが現在の伽藍である。

## 境内
ここでは下から記述する。
- 山門（仁王門）
- 八大龍王堂：日本八社。当寺の鎮守。
- 杖無し橋：本堂の壇まで333段
- 経木場：伝統行事の一つとして、毎年春分の日と秋分の日に、先祖の戒名などを経木に書き清水をかけて流して供養する経木流しを行なっている。
- 奪衣婆堂（祠）
- 本堂：拝殿土間と本堂と奥殿の三重構造で、本堂には大塔の本尊であった大日如来が奉られ、奥殿には秘仏千手観音菩薩が奉られている。
- 大師堂
- 鐘楼
- 虚空蔵菩薩（祠）・弁財天（祠）
- はたきり観音：機織の乙女が即身成仏した伝説の観音像。右手にはさみを左手に布を持つ姿である。
- 歌碑：山主「この寺乃由来が於和す御佛ハ はたきり観音姿うるわし」が上記観音の左脇にある。
- 不動堂
- 大塔：徳川家康の勧めにより豊臣秀頼が父・秀吉の菩提を弔うため慶長12年（1607年）大坂住吉大社の神宮寺である新羅寺の西塔として建立される。明治初年の廃仏毀釈により新羅寺が廃寺となったため明治6年（1874年）から明治15年（1883年）にかけて移築された（重要文化財）。国内の二重塔では、初層も二層も方形という形式で現存しているものは当塔のみ[3][4]である。
- 八祖大師堂：真言八祖を祀る堂。奥の院とみなされている。

山門を抜けると駐車場があり。その右上の段に八大龍王堂、まっすぐ参道を進むと333段の石段が始まる。99段上がると経木場があり、さらに残りの女厄坂、男厄坂を上りきると本堂のある境内に到達する。右手に手水場、その後ろに鐘楼がある。正面奥に本堂があり、その右に弁財天と虚空蔵菩薩の祠があり、その先に「はたきり観音」像が建てられている。本堂手前の右側には大師堂が、左側の石段を少し上がれば不動堂があり、さらに石段を上ると大塔がある。その高台からは吉野川が流れる平地や第十二番焼山寺のある山々を望むことができる。納経所は手水場の向かい側にある。なお、山門の脇の駐車場からさらに上に駐車場があるが急坂のため普通車まで。
- 宿坊：なし
- 駐車場：山門脇に20台、さらに上のに10台。いずれも無料。

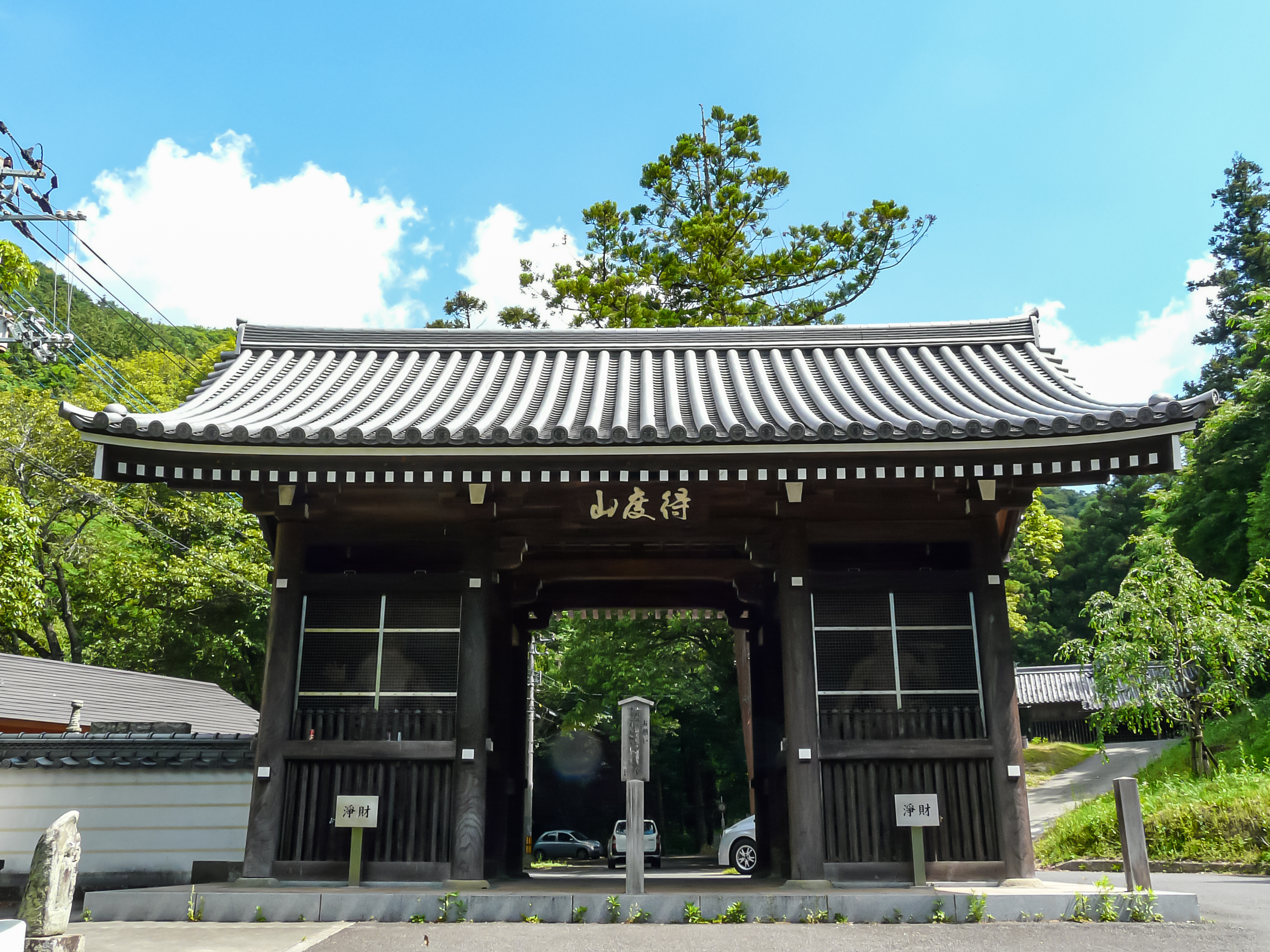
仁王門（山門）
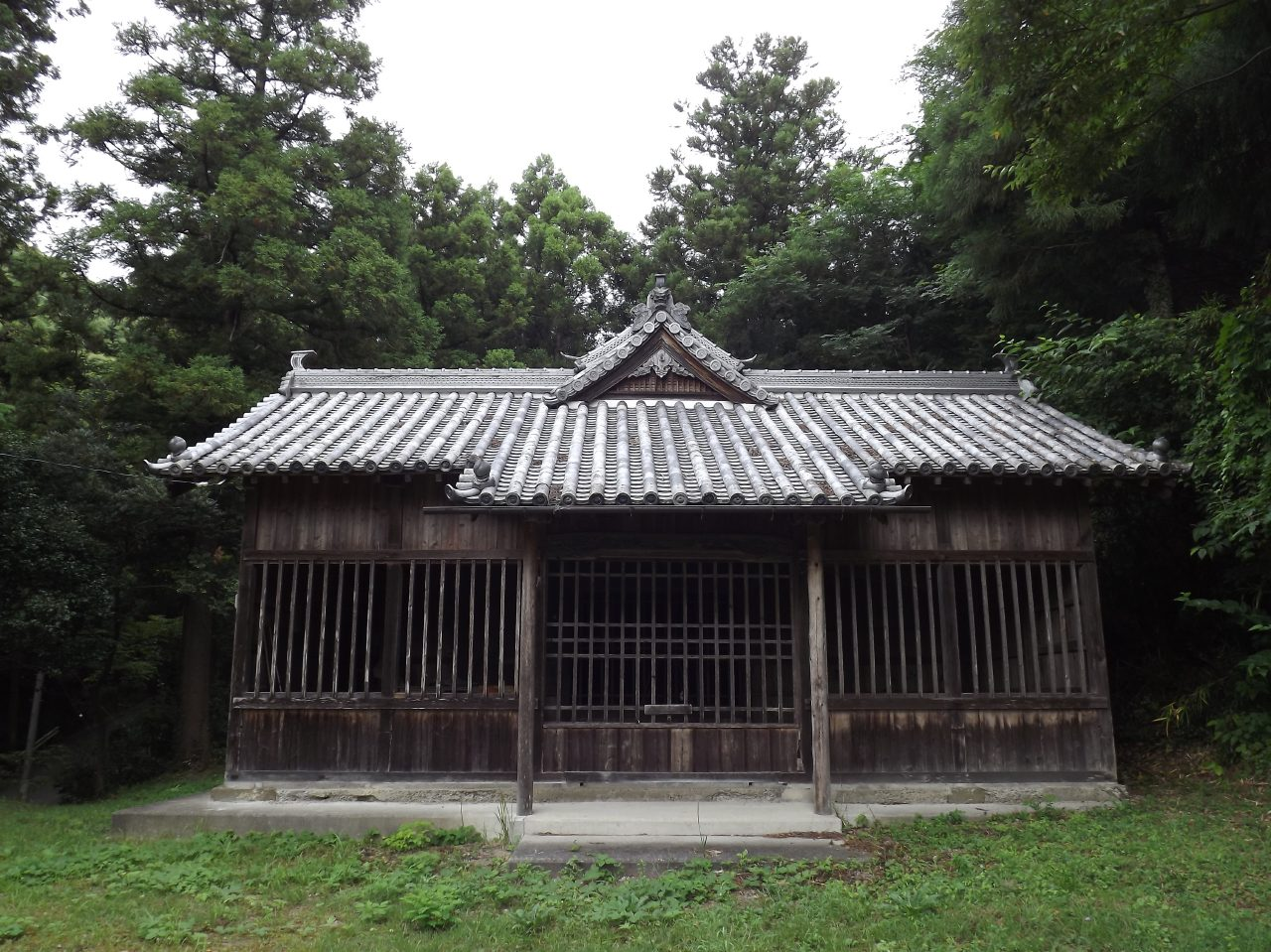
八大龍王堂
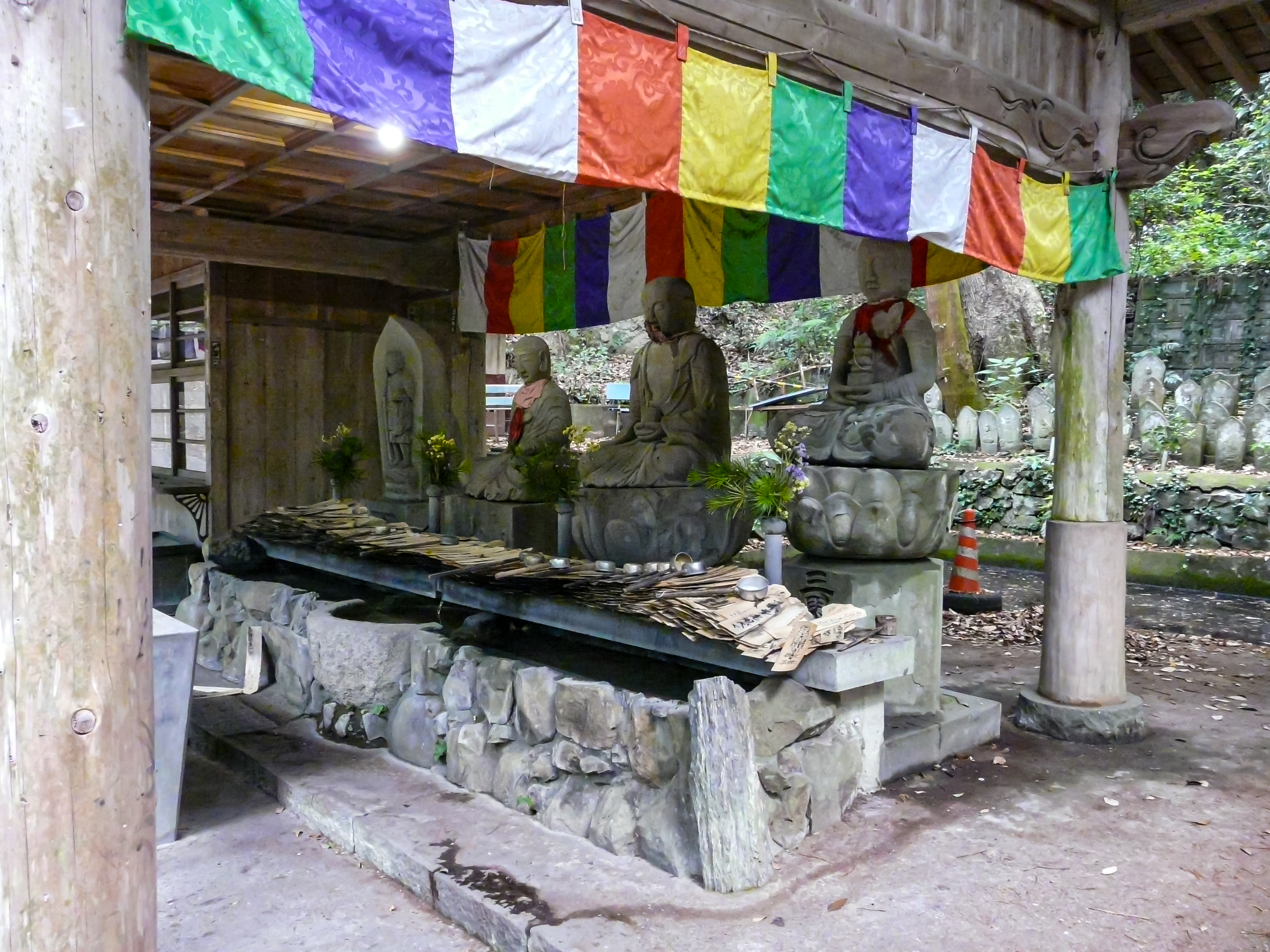
経木場
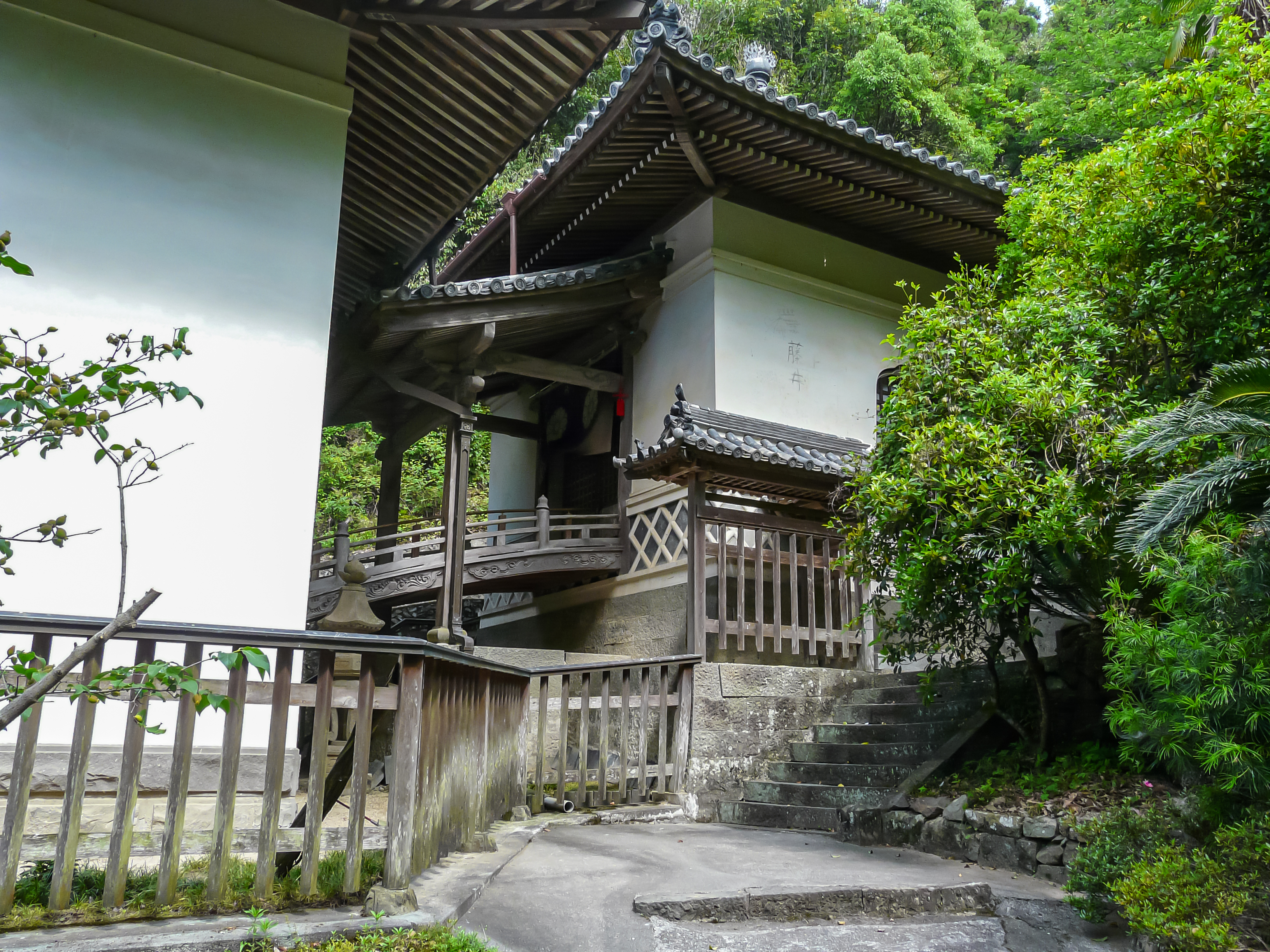
本堂後方にある奥殿
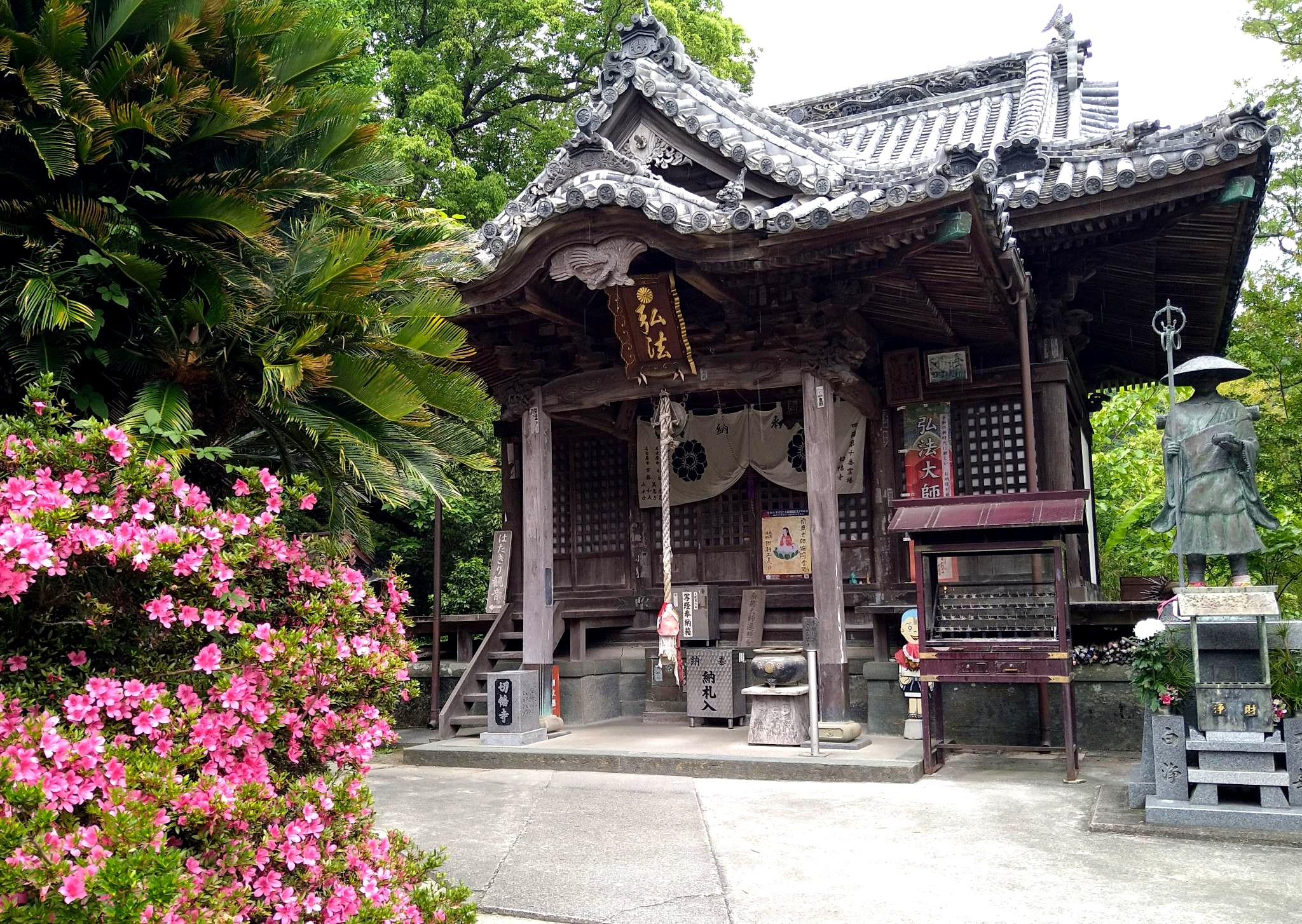
大師堂
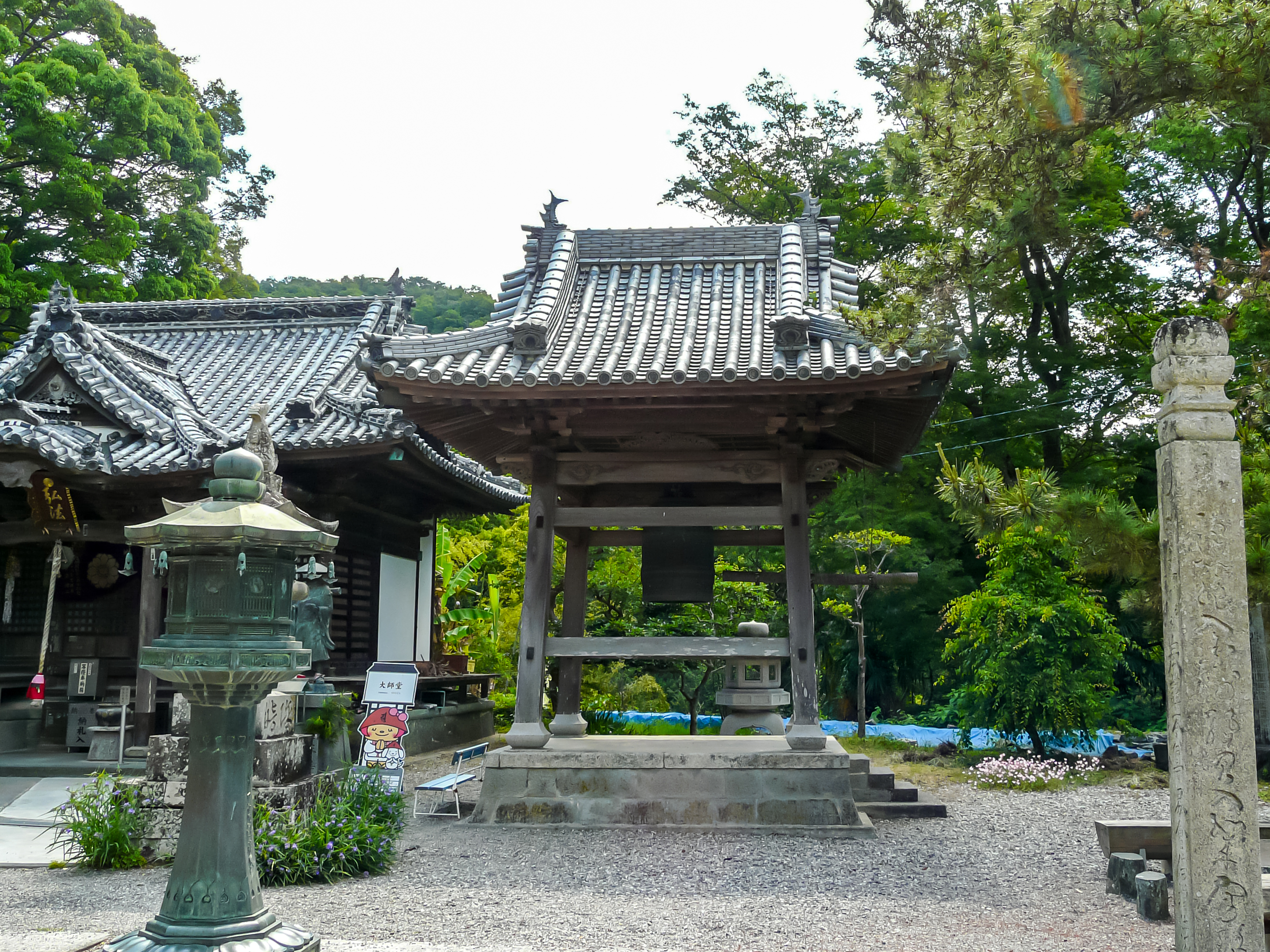
鐘楼
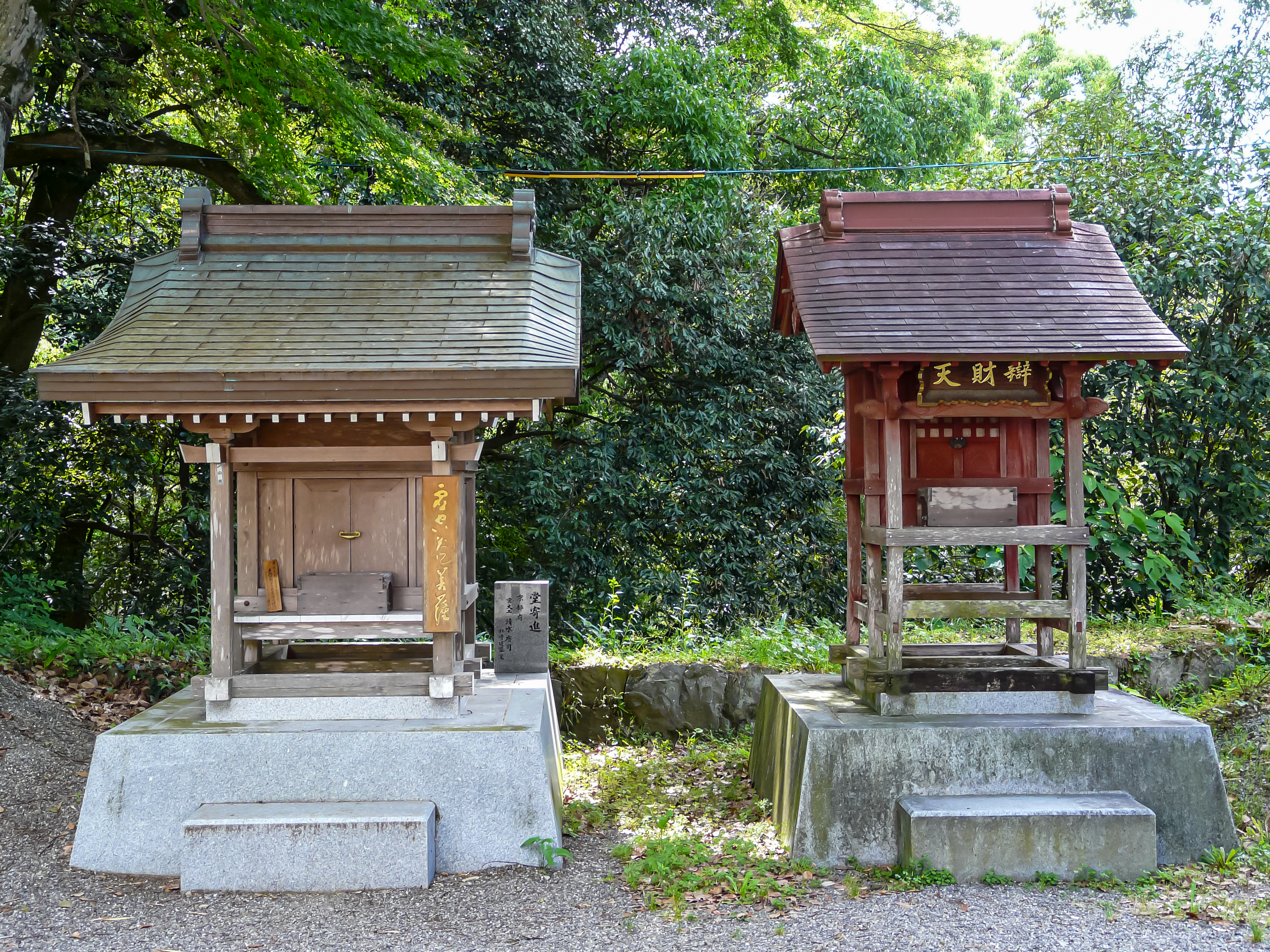
左：虚空蔵菩薩 右：弁財天
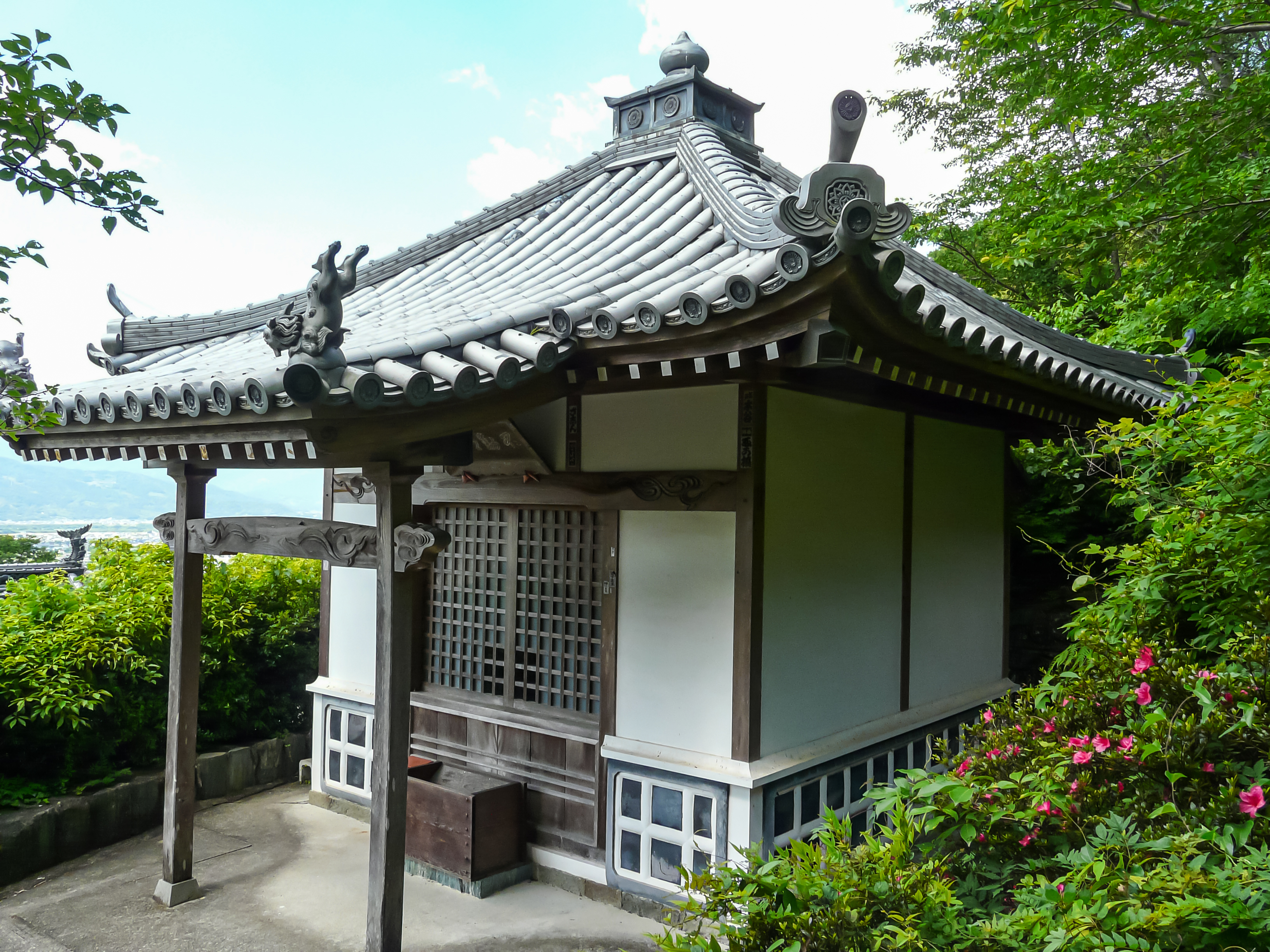
不動堂
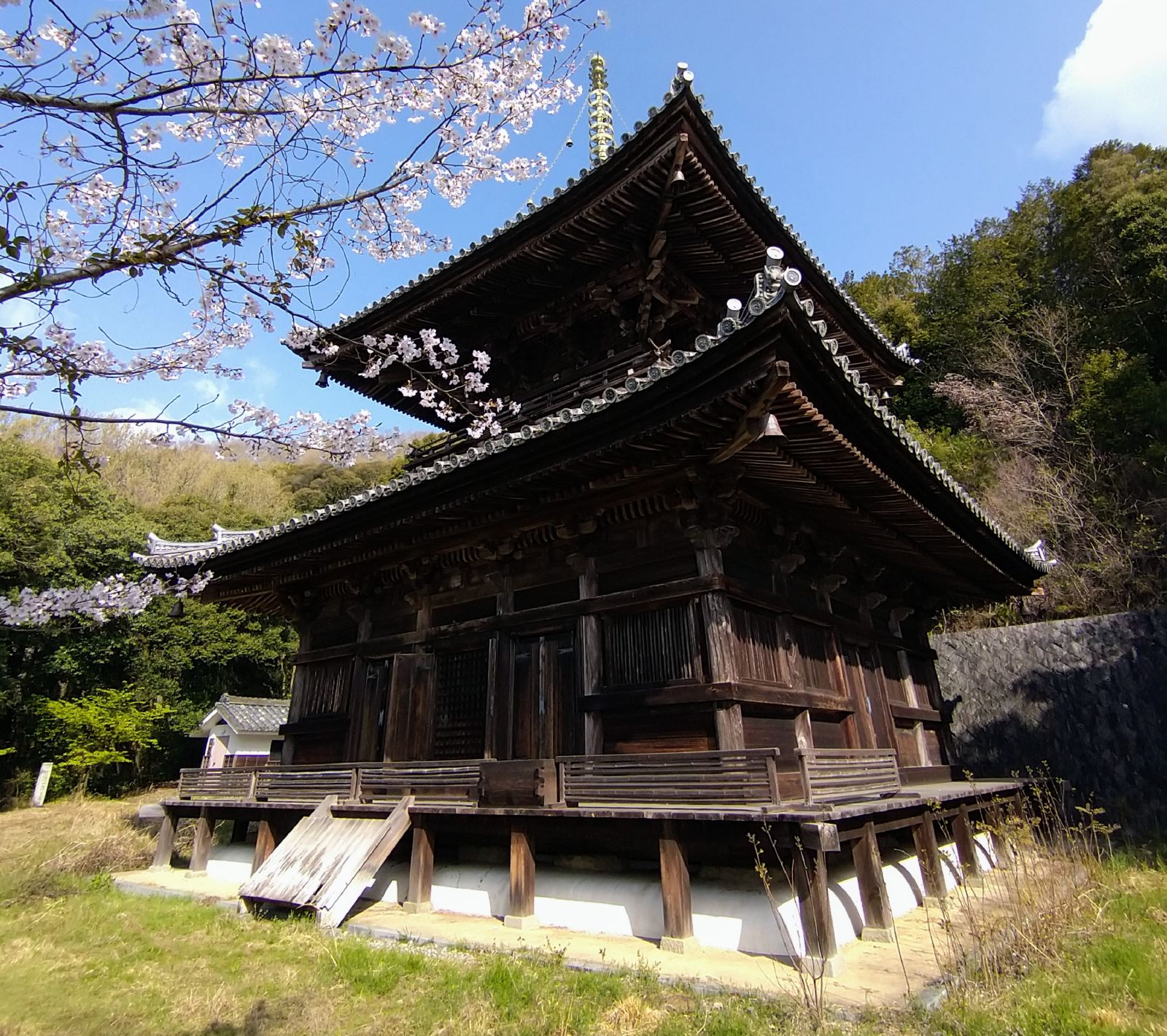
大塔
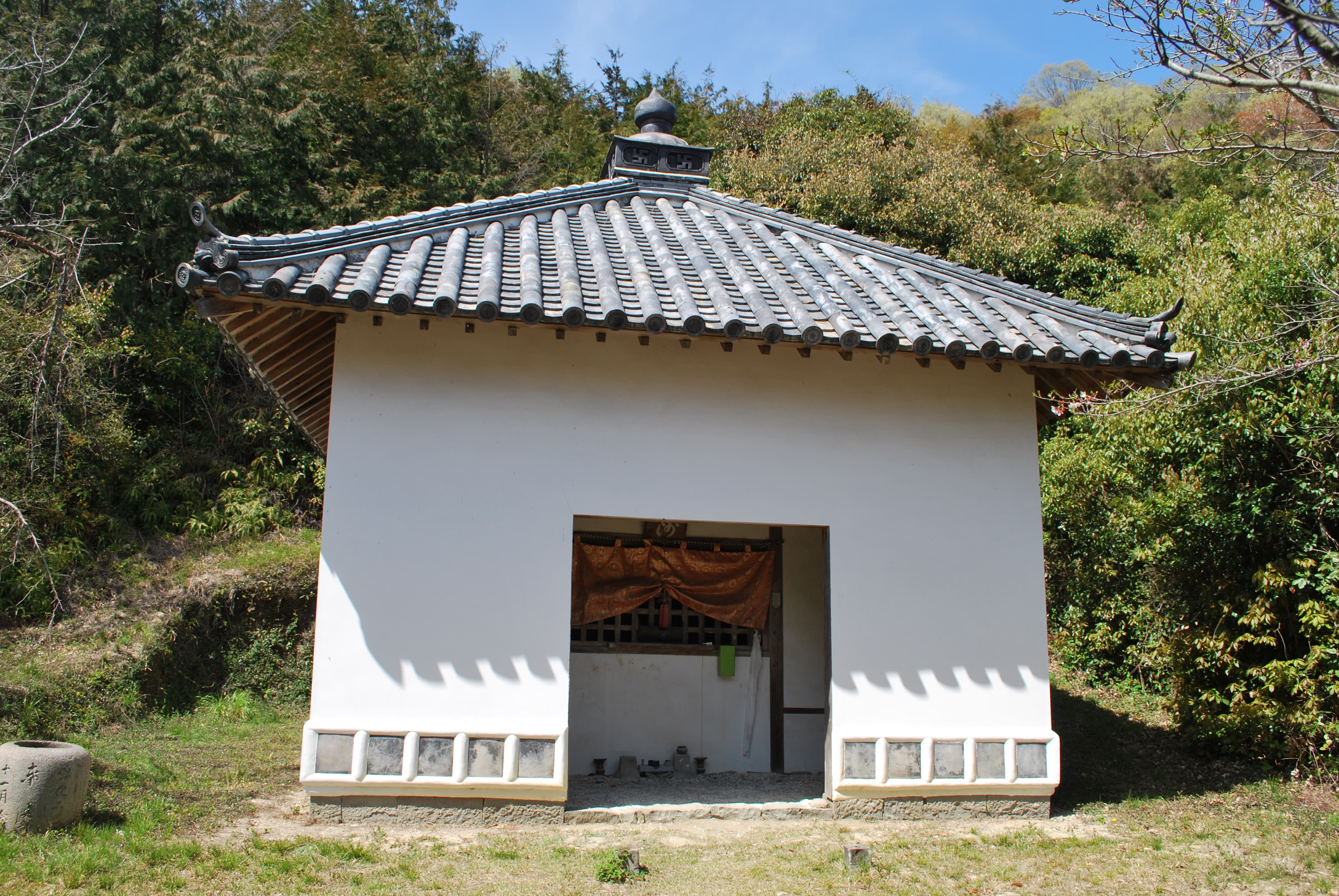
奥之院：八祖大師堂

## 文化財
重要文化財
- 大塔：桃山時代1607年、明治15年移築、本瓦葺、高さ24.168 m、昭和50年6月23日指定[4][5]。

史跡
- 切幡寺境内約2万2千平方メートル：「阿波遍路道」に2024年10月11日追加指定[6]。

## 交通案内
鉄道
- 四国旅客鉄道（JR四国） 徳島線 – 阿波川島駅下車 (6.3 km)、学駅下車 (6.5  km)

道路
- 一般道：徳島県道139号船戸切幡上板線 切幡古田 (0.6 km)
- 自動車道：土成IC (7.9 km)

## 奥の院
八祖大師
大塔の奥に進んだところにある。堂内には真言宗八祖の肖像画が掲げられ、八祖の像が安置されている。
納経と御影の授与は切幡寺納経所にて実施している。

## 周辺の番外霊場

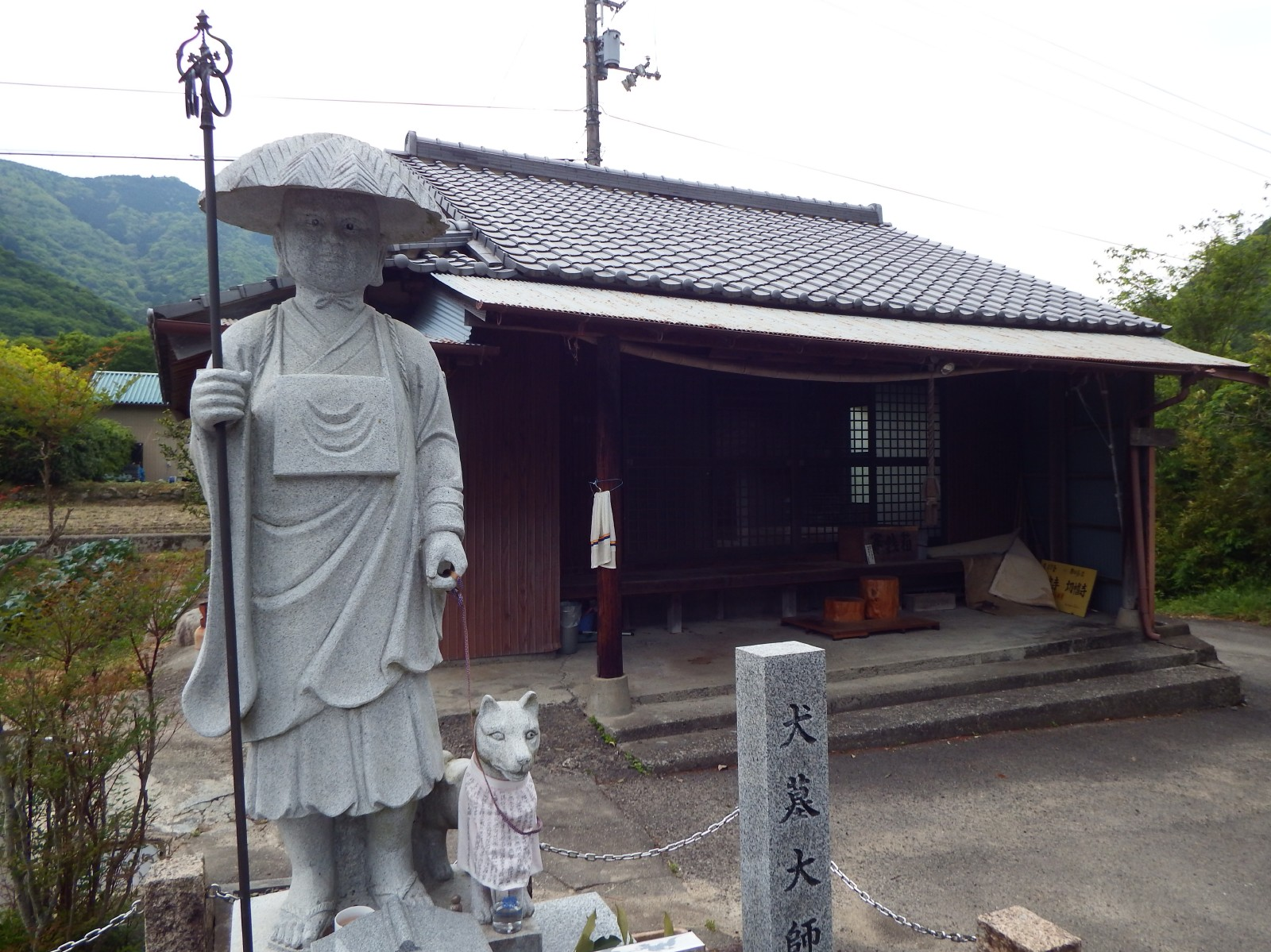
犬墓大師堂
青年僧・空海が四国の山野修行の途中、愛犬を連れ当地に至る。その時、猪に遭遇するも愛犬に守られ難を避けるが愛犬は猪の毒牙に倒れる。空海はその死を弔うため当地に葬り草庵を建て阿弥陀如来を祀った。人々は空海の徳を称えるため犬墓村と名付けた。大師堂には石の大師像が祀られ、地蔵堂の左には戌墓と刻まれた34 cm×40 cmの台座に36 – 40 cmの楕円形の自然石が置かれており、享保（1716 – 1736年）の頃に犬墓村庄屋松永傳太夫が造ったとされている。さらに、是より六十三丁（約7 km)で切幡寺の丁石がある。
- 所在地：徳島県阿波市市場町犬墓 （犬墓大師堂）

## 前後の札所
四国八十八箇所
9 法輪寺 --(3.8 km)-- 10 切幡寺 --(9.3 km)-- 11 藤井寺
阿波西国三十三観音霊場（東部）
27 熊谷寺 -- 28 切幡寺 -- 29 報恩寺